# Object Constraint Language
Object Constraint Language, (OCL) – język zapisu ograniczeń w modelu obiektowym. Jest on częścią języka UML.
Pozwala uzupełnić opis modelu o takie informacje, które umożliwiają:
- nakładanie ograniczeń na elementy modelu (reguły, warunki)
- poprawę precyzji oraz jednoznaczności modelu
- definiowanie kwerend w celu uzyskania dostępu do elementów modelu i ich wartości